# 猿山合戦
猿山合戦（さるやまかっせん）とは大永3年（1523年）8月に下野国で行われた合戦。江戸時代の書物「下野国誌」では、大永6年（1526年）12月と記されている。

## 経過
宇都宮氏と結城氏は、宇都宮成綱が姉を結城政朝に嫁がせて同盟を結んでおり、15世紀初頭に勃発した永正の乱では両者共に足利高基の古河公方擁立を目論み、竹林の戦いで共闘するなど良好な関係を維持してきた。しかし、成綱が没し、宇都宮忠綱が当主となると関係は大きく変わった。両勢力の境界付近にある『中村十二郷』は永享12年（1440年）の結城合戦により宇都宮氏が所有し、その最前線の中村城には闘将と謳われる中村玄角を配置していた。この『中村十二郷』を巡って両者の対立は激化した。当時の宇都宮氏は成綱の活躍により、古河公方の威光も手中に収め、北関東で最も力のある勢力にまでなっていた。忠綱はさらなる躍進を狙い、強硬な家中支配の強化などを行ったが、それが家臣らの不満となり芳賀高経、笠間氏などが忠綱と対立するようになる。結城政朝は、そうした当時の宇都宮氏の政情を利用し、芳賀高経らに加担し分裂を促すなどして弱体化を図った。
大永3年（1523年）8月、結城政朝は宇都宮領に侵攻し、宇都宮忠綱は猿山で迎え撃った。境界付近にある『中村十二郷』の中村城は中村玄角が守り切るも、猿山の合戦では，結城方は風上からの強風の下，火攻め・煙攻めを敢行。宇都宮方は一門の今泉盛高が討たれるなど大敗し，結城方は念願の旧領回復を果たした。

## 戦後
宇都宮忠綱は宇都宮城に撤退したが、芳賀高経ら反忠綱の家臣が一族の宇都宮興綱を擁して叛乱を起こし、忠綱の帰城を妨害した。忠綱は芳賀氏らと対立していた重臣の壬生綱房を頼り鹿沼城へと逃れた。忠綱は再起を図るが、4年後に急死した。綱房に謀殺された可能性もあるという。
宇都宮家臣団は興綱を傀儡として利用し、その結果、芳賀氏や壬生氏の増長が著しくなり、近隣勢力に大きく後れを取ることになった。一方、結城氏は、勢いのあった宇都宮氏の力を削ぐことに成功した。また、数年後には、小山氏に一族を送り込むことに成功するなどその影響力は北関東随一となり、全盛期を迎えることとなった。